# Fiamme Oro Rugby 2012-2013

## Eccellenza 2012-13

### Stagione regolare
| Incontro                   | Andata | Ritorno |
| -------------------------- | ------ | ------- |
| Calvisano — Fiamme Oro     | 42-27  | 41-23   |
| Fiamme Oro — Petrarca      | 12-19  | 11-17   |
| Viadana — Fiamme Oro       | 35-6   | 21-12   |
| Fiamme Oro — Mogliano      | 8-42   | 23-35   |
| Fiamme Oro — Reggio Emilia | 29-15  | 30-23   |
| L’Aquila — Fiamme Oro      | 13-15  | 6-24    |
| Fiamme Oro — San Donà      | 12-15  | 21-12   |
| Rovigo — Fiamme Oro        | 23-12  | 6-15    |
| Fiamme Oro — Crociati      | 40-7   | 13-27   |
| S.S. Lazio — Fiamme Oro    | 17-19  | 29-20   |
| Fiamme Oro — Calvisano     | 29-26  | 13-55   |

#### Risultati della stagione regolare
| Posizione | G  | V | N | P  | PF  | PS  | DP   | B | Pt |
| --------- | -- | - | - | -- | --- | --- | ---- | - | -- |
| 8ª        | 22 | 9 | 0 | 13 | 414 | 526 | -112 | 5 | 41 |

## Trofeo Eccellenza 2012-13

### Prima fase

#### Girone B
| Incontro                   | Andata | Ritorno |
| -------------------------- | ------ | ------- |
| Fiamme Oro — S.S. Lazio    | 21-18  | 3-32    |
| L’Aquila — Fiamme Oro      | 22-30  | 0-32    |
| Reggio Emilia — Fiamme Oro | 12-16  | 7-50    |

#### Risultati del girone B
| Posizione | G | V | N | P | PF  | PS | DP  | B | Pt |
| --------- | - | - | - | - | --- | -- | --- | - | -- |
| 2ª        | 6 | 5 | 0 | 1 | 152 | 91 | +61 | 2 | 22 |

## Riconoscimenti
- Nicola Benetti eletto Most Valuable Player del campionato di Eccellenza 2012-2013[1].